# Снукерный сезон 2007/2008
Снукерный сезон 2007/2008 — серия профессиональных снукерных турниров с 2007 по 2008 год. Ниже представлена таблица с полным расписанием соревнований. В этом сезоне появился новый рейтинговый турнир, Шанхай Мастерс, а Кубок Мальты потерял статус рейтингового и стал пригласительным.

## Результаты
| Дата                    | Турнир                    | Место           | Победитель       | Финалист         | Счёт        |
| 6 — 12 августа          | Шанхай Мастерс            | Шанхай          | Доминик Дэйл     | Райан Дэй        | 10:6        |
| 11 сентября — 7 декабря | Премьер-лига              | Абердин (финал) | Ронни О'Салливан | Джон Хиггинс     | 7:4         |
| 6 октября               | Pot Black Cup             | Шеффилд         | Кен Доэрти       | Шон Мёрфи        | 1:0 (71-36) |
| 13 — 21 октября         | Гран-при                  | Абердин         | Марко Фу         | Ронни О'Салливан | 9:6         |
| 4 — 11 ноября           | Трофей Северной Ирландии  | Белфаст         | Стивен Магуайр   | Фергал О’Брайен  | 9:5         |
| 8 — 16 декабря          | Чемпионат Великобритании  | Телфорд         | Ронни О'Салливан | Стивен Магуайр   | 10:2        |
| 13 — 20 января          | Мастерс                   | Лондон          | Марк Селби       | Стивен Ли        | 10:3        |
| 4 — 10 февраля          | Кубок Мальты              | Портомасо       | Шон Мёрфи        | Кен Доэрти       | 9:3         |
| 11 — 17 февраля         | Открытый чемпионат Уэльса | Ньюпорт         | Марк Селби       | Ронни О'Салливан | 9:8         |
| 25 февраля — 15 мая     | Championship League       | Эссекс          | Джо Пэрри        | Марк Селби       | 3:1         |
| 24 — 30 марта           | Открытый чемпионат Китая  | Пекин           | Стивен Магуайр   | Шон Мёрфи        | 10:9        |
| 19 апреля — 5 мая       | Чемпионат мира            | Шеффилд         | Ронни О'Салливан | Алистер Картер   | 18:8        |

## См.также
- Официальный рейтинг снукеристов на сезон 2007/2008